# Гібернома
Гіберно́ма — доброякісна пухлина, що утворюється з бурої жирової тканини. Гібернома — рідкісна пухлина, вперше описана французьким анатомом Луї Жері в 1914 році.

## Клінічна картина
Гібернома — характеризується повільним ростом, щільною консистенцією, безболісна та локалізується в підшкірних тканинах. В м'язах діагностується рідко.

## Цитологічна картина
Тонкоголкова аспіраційна пункційна біопсія демонструє малі, круглі коричневі жироподібні клітини з однаковими невеликими цитоплахзматичними вакуолями та правильної форми круглим ядром.

## Патологічна анатомія
Гібернома визначається у вигляді вузлового утворення. Вузол складають часточки, що утворюють круглі або полігональні клітини. Ці клітини мають жирові вакуолі, завдяки яким ці клітини характеризуються зернистою або пінистою цитоплазмою.

Виділяють 4 патогістологічні типи гіберноми:
1. Часточковий тип. Характеризується різними рівнем диференціації клітин, що можуть бути круглими, овальними з гранулярними еозинофільними клітинами та добреокресленими мембранами, що перемішані з мультивакуольними жировими клітинами. При цьому типі клітин визначається центрально розташоване ядро без ознак плеоморфізму
2. Міксоїдний варіант: вільний, базофільний матрикс з товстою фіброзною перегородкою та пінисті гістіоцити
3. Ліпомоподібний варіант: одновакуольні ліпоцити з ізольованими гіберномоцитами
4. Веретеноклітинний варіант: Веретеноклітинна ліпома, що комбінується з гіберномою

### Імуногістохімія
При імуногістохімічному дослідженні, гібернома демонструє позитивну експресію протеїну S100 до 80 % клітин, а також позитивну експресію цитозолю з CD31. Протеїн UCP1, що є мітохондріальним протеїном бурої жирової тканини також демонструє позитивну імуноекспресію.